# اچ‌ام‌اس ایوان (۱۷۴۷)
اچ‌ام‌اس ایوان (۱۷۴۷) (به انگلیسی: HMS Terrible (1747)) یک کشتی است که طول آن ۱۶۴ فوت ۳ اینچ (۵۰٫۱ متر) می‌باشد.